# Tanzwissenschaftspreis NRW
Der Tanzwissenschaftspreis NRW wird seit 2001 vergeben und ist bundesweit der einzige wissenschaftliche Förderpreis in Bezug auf Tanz.

## Historische Entwicklung und Einbindung
Der Tanzwissenschaftspreis Nordrhein-Westfalen wurde im Jahr 2001 vom Deutschen Tanzarchiv Köln in Erinnerung an den Pädagogen, Publizisten und Begründer dieses Archivs Kurt Peters initiiert und hat sich inzwischen zu einem Markenzeichen der Förderung der Tanzwissenschaft entwickelt. Köln steht in Sachen Tanzwissenschaft in guter Tradition: Hier wurde an der Hochschule für Musik und Tanz bereits 1961 durch Aurel von Milloss eine Abteilung für Tanzwissenschaft eingerichtet und in diesem Zusammenhang 1965 Kurt Peters mit dem Tanzarchiv von Hamburg nach Köln geholt. Im Jahr 2000 wurde an der Hochschule die erste Professur für Tanzwissenschaft im deutschsprachigen Raum eingerichtet. Auch aktuell bietet die Hochschule als bisher einzige bundesweit die Möglichkeit der Promotion genuin im Fach Tanzwissenschaft. Das Deutsche Tanzarchiv Köln ist seit 2004 als An-Institut der Hochschule für Musik und Tanz Köln und als Kooperationspartner der Folkwang Universität der Künste in Essen ebenso eine Stätte für tanzwissenschaftliche Forschung und Lehre. Die Kölner Hochschule und das Tanzarchiv haben zudem ein gemeinsames tanzwissenschaftliches Forschungskolleg initiiert.

## Der Preis
Die mit insgesamt 30.000 € dotierte Auszeichnung wird alle fünf Jahre zu gleichen Teilen verliehen in den Kategorien herausragende Arbeiten im Bereich tanzwissenschaftlicher Grundlagen- und Methodenforschung sowie praxisbezogene tanzwissenschaftliche Forschung. Der Preis wird seit 2016 vom Ministerium für Innovation, Wissenschaft und Forschung des Landes Nordrhein-Westfalen in Zusammenarbeit mit dem Deutschen Tanzarchiv Köln ausgelobt. Das Preisgeld stellt das Wissenschaftsministerium NRW bereit.

## Zielsetzung
Das Ziel des Preises ist es zum einen, Nordrhein-Westfalen als relevanten Standort für Tanzwissenschaft bekannt zu machen und den Standort zu stärken. Zum anderen soll die Auszeichnung ein Element der Nachwuchsförderung für herausragende Nachwuchswissenschaftler im Bereich Tanz/Tanzwissenschaft bilden.
Der Tanzwissenschaftspreis Nordrhein-Westfalen zielt hier darauf ab, die weitere Forschung der Preisträger in diesem Themenbereich zu fördern. Den Ausgezeichneten soll mit dem Preisgeld zugleich ein Anschub für die Umsetzung eines weiteren wissenschaftlichen Vorhabens gewährt werden, was zusammen mit der Würdigung durch den Preis die Karriere in diesem Feld unterstützen soll. Deshalb müssen die Bewerber seit 2006 neben der innerhalb der letzten fünf Jahre abgeschlossenen wissenschaftlichen Arbeit auch ein Konzept für ein tanzwissenschaftliches Folgeprojekt mit einreichen.

## Ausschreibung
Die Ausschreibung des Preises erfolgt ca. ein Jahr vor der Vergabe durch Veröffentlichung auf der Homepage des Tanzwissenschaftspreises. Die Jury ist zusammengesetzt aus Professoren von Hochschulen mit tanzwissenschaftlichen Studien, Vertretern des Deutschen Tanzarchivs Köln sowie beratend Vertretern des Ministeriums für Innovation, Wissenschaft und Forschung des Landes NRW. 2016 kamen die Gutachter von Hochschulen aus Köln, Leipzig, München, Essen und Salzburg. Gemäß der Ausschreibung bestimmten sie jeweils einen Preisträger aus den beiden Kategorien. Einsendeschluss für die Einreichungen ist der 1. Juli des Jahres der Auslobung, die nächste Preisvergabe erfolgt 2021.

## Preisträger
- 2001: Kerstin Evert (Berlin); Stephanie Schroedter (Salzburg)
- 2006: Friederike Lampert (Hamburg); Henner Drewes (Bonn)
- 2011: Petra Sabisch (Berlin); Hanna Walsdorf (Heidelberg)
- 2016: Constanze Schellow (Köln); Katarina Kleinschmidt (Köln)
- 2021: Mariama Diagne; Martina Ruhsam